# Club Balonmano Atlético de Madrid
|  | Aquest article tracta sobre el club de que va existir de 2011 a 2013. Si cerqueu l'antiga secció d'handbol, vegeu «Secció d'handbol del Club Atlético de Madrid». |

El Club Deportivo Básico Balonmano Neptuno, esportivament conegut com a Club Balonmano Atlético de Madrid, va ser un club espanyol d'handbol de Madrid, que va militar a la Lliga Asobal del 2011 al 2013.
L'any 2011, les dificultats econòmiques que patia el club Balonmano Ciudad Real, fa que els drets esportius per poder competir passin a aquest club acabat de fundar. Aquest nou club feia servir el nom i la simbologia del Club Atlético de Madrid gràcies a un acord de patrocini i va mantenir la majoria de jugadors de l'equip manxec.
Fins i tot va arribar a estar prevista la integració d'aquest nou club d'handbol, dins el Club Atlètic de Madrid i convertir-se així en la seva secció d'handbol, restablint l'antiga secció extinta el 1994. No obstant això, al juliol de 2013, a causa que el club tenia contret un deute econòmic amb Hisenda que pujava a més d'un milió d'euros, es va veure obligat a dissoldre mitjançant la convocatòria d'un concurs de creditors.

## Palmarès
- 1 Campionat del Món de Clubs d'handbol: 2012.
- 2 Copes del Rei: 2012 i 2013.
- 1 Supercopa d'Espanya: 2011.